# António Fernandes
Pour les articles homonymes, voir Fernandes, António Fernandes (joueur d'échecs) et Álvaro Fernandes.
Ne doit pas être confondu avec Álvaro Fernandes (marin).
António Fernandes, ou encore Álvaro Fernandes, est un explorateur portugais du XVe siècle.

## Biographie
Charpentier, il est condamné à mort pour une raison qui reste inconnue. Sa peine est alors commuée en exil en Afrique. Il arrive en Tanzanie en 1501 puis s'établit à Sofala (Mozambique) en 1504.
De 1511 à 1514, il explore le cours du Zambèze et la région de l'actuelle Harare au Zimbabwe. En 1515-1516, il remonte le cours de la Buzi River et meurt à Safala en 1520.